# Heggar Makkigadde, Ankola
Heggar Makkigadde là một làng thuộc tehsil Ankola, huyện Uttar Kannad, bang Karnataka, Ấn Độ.